# نهنگ تاسمانی
نهنگ تاسمانی یا نهنگ‌نوک شپرد (به انگلیسی: Shepherd's beaked whale) آب‌بازی از خانواده نوک‌نهنگان است که در جریان‌های آبی گردشی به دور قطب جنوب زندگی می‌کند. این گونه زیر بررسی‌های به نسبت کمتری قرار گرفته است و اطلاعات چندانی درباره آن موجود نیست. این نهنگ تنها ده بار در مناطقی نزدیک زلاندنو و آرژانتین و شیلی و تیرا دل فوئگو دیده شده است. نام «نهنگ‌نوک شپرد» برگرفته از نام جرج شپرد، دانشمندی که بر روی نمونه‌هایی از این نهنگ در سال ۱۹۳۳ در کرانه‌های جزیره شمالی در زلاندنو کار می‌کرد، است.
نخستین تصویر ضبط شده از این نوک‌نهنگ در فوریه سال ۲۰۱۲ و توسط پژوهشگران استرالیایی به دست آمد.

## ویژگی‌ها
نهنگ‌های تاسمانی بالغ دارای طولی میان ۶ تا ۷٫۱ متر و وزنی بالغ بر ۲٫۳۲ تا ۳٫۴۸ تن هستند. طول آن‌ها در هنگام تولد می‌تواند به ۳ متر برسد. آن‌ها به عنوان یک نهنگ‌نوک، بدن بزرگی دارند و نوک بلندی همانند نوک دلفین‌ها دارا هستند. نهنگ تاسمانی تنها عضو نوک‌نهنگان است که دارای ست کامل دندان‌های کاربردی (۱۷ تا ۲۷ جفت دندان در هر فک بالا و پایین) است. نهنگ‌های نر دارای دو دندان عاج‌مانند نیز در جلوی فک پایینی هستند.
بخش بالایی بدن این نهنگ به رنگ قهوه‌ای تاریک و بخش پایینی به رنگ سفید شیری است. باله پشتی بلند و داس‌شکل آن در فاصله‌ای به اندازه دو سوم طول بدن از سر قرار گرفته است.

## گستره و جمعیت
هیچ تخمینی درباره تعداد جمعیت جهانی این گونه در دسترس نیست. تا سال ۲۰۰۶ میلادی، تعداد ۴۲ نهنگ تاسمانی به‌گل‌افتاده در کرانه‌های زلاندنو، آرژانتین، استرالیا، تریستان، جزایر خوان فرناندز گزارش شدند.